# Crestocranius cirrifer
Crestocranius cirrifer är en stekelart som först beskrevs av Edoardo Zavattari 1912.
Crestocranius cirrifer ingår i släktet Crestocranius och familjen Eumenidae. Inga underarter finns listade i Catalogue of Life.